# Lijst van beschermd erfgoed in Lens
Onderstaande tabel geeft een overzicht van de beschermde erfgoederen in de gemeente Lens. Het beschermd erfgoed maakt deel uit van het cultureel erfgoed in België.
| Object                          | Bouwjaar/architect | Deelgemeente        | Adres                | Coördinaten                  | Nummer?                | Afbeelding |
| ------------------------------- | ------------------ | ------------------- | -------------------- | ---------------------------- | ---------------------- | ---------- |
| Orgels van de kerk Saint-Martin |                    | Lens                | Lens                 | 50° 33' 26" NB, 3° 54' 8" OL | 53046-CLT-0001-01 Info |            |
| Boerderij                       |                    | Montignies-lez-Lens | rue de la Roche n°13 | 50° 34' 6" NB, 3° 55' 37" OL | 53046-CLT-0002-01 Info | Boerderij  |